# Diogo Batista
Diogo Batista de Souza (Pedras de Maria da Cruz, 29 agosto 2003) è un calciatore brasiliano, difensore del Coritiba.

## Caratteristiche tecniche
Occupa la posizione di terzino destro.

## Carriera
Diogo Batista è entrato a far parte del settore giovanile del Coritiba nel 2019, proveniente dal PSTC. Il 19 dicembre 2022 ha prolungato il proprio contratto con il club biancoverde.
Il 27 febbraio 2023 è stato promosso in prima squadra dopo aver esteso il proprio contratto fino al 2024 ed il 3 luglio ha fatto il suo esordio nell'incontro di Série A contro il Goiás.

## Statistiche

### Presenze e reti nei club
Statistiche aggiornate al 30 luglio 2023.
| Stagione        | Squadra         | Campionato      | Campionato | Campionato | Coppe nazionali | Coppe nazionali | Coppe nazionali | Coppe continentali | Coppe continentali | Coppe continentali | Altre coppe | Altre coppe | Altre coppe | Totale | Totale | Totale |
| Stagione        | Squadra         | Comp            | Pres       | Reti       | Comp            | Pres            | Reti            | Comp               | Pres               | Reti               | Comp        | Pres        | Reti        | Pres   | Reti   |        |
| --------------- | --------------- | --------------- | ---------- | ---------- | --------------- | --------------- | --------------- | ------------------ | ------------------ | ------------------ | ----------- | ----------- | ----------- | ------ | ------ | ------ |
| 2023            | Coritiba        | A1/PR+A         | 0+5        | 2+0        | CB              | 0               | 0               |                    | -                  | -                  |             | -           | -           | 5      | 0      |        |
| Totale carriera | Totale carriera | Totale carriera | 5          | 0          |                 | 0               | 0               |                    | -                  | -                  |             | -           | -           | 5      | 0      |        |